# Dennis Radtke

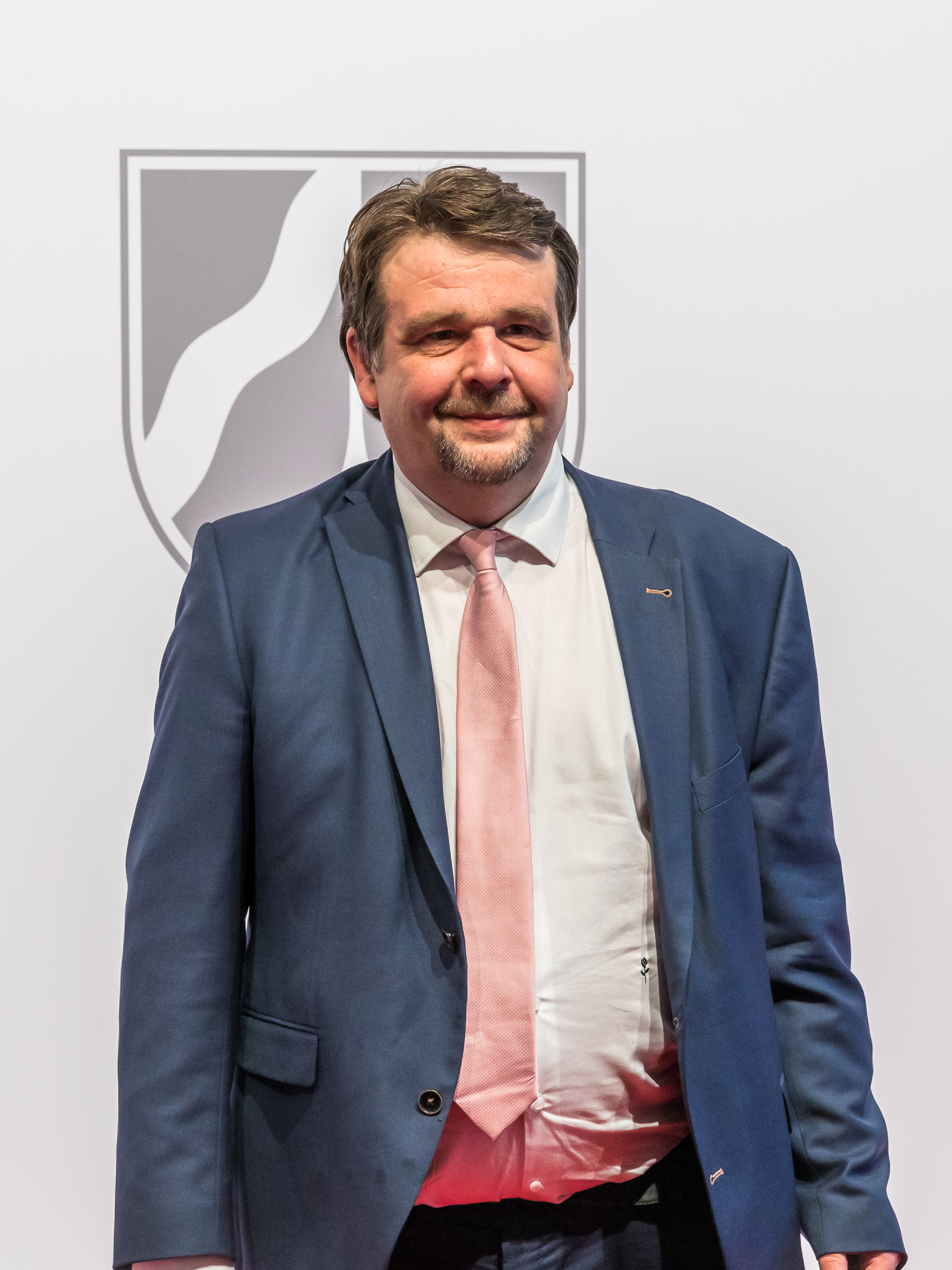
Dennis Radtke (2023)

Dennis Christopher Radtke (* 29. April 1979 in Bochum-Wattenscheid) ist ein deutscher Politiker (CDU) und seit 2017 Mitglied des Europäischen Parlaments. Radtke gehört der Fraktion der Europäischen Volkspartei an und ist Koordinator seiner Fraktion im Ausschuss für Beschäftigung und soziale Angelegenheiten (EMPL). Seit 2024 ist er Bundesvorsitzender der CDA. 

## Leben und Beruf
Dennis Radtke wurde am 29. April 1979 in Wattenscheid, einem Stadtteil von Bochum geboren.
Nach dem Abitur im Jahr 1998 machte er eine Ausbildung zum Industriekaufmann bei dem mittelständischen Unternehmen Dr. C. Otto Feuerfest GmbH in Bochum. Seit dieser Zeit ist er Mitglied der Industriegewerkschaft Bergbau, Chemie, Energie (IG BCE). In seiner Zeit als Industriekaufmann war er aktiv in der Jugend- und Auszubildendenvertretung der Gewerkschaft tätig. 2006 bis 2008 absolvierte er ein Trainee-Programm der IG BCE zum Gewerkschaftssekretär und arbeitete anschließend zehn Jahre in dieser Position bis zu seinem Eintritt ins Europäische Parlament, zuletzt als Bezirksleiter in Moers, Nordrhein-Westfalen.

## Politik

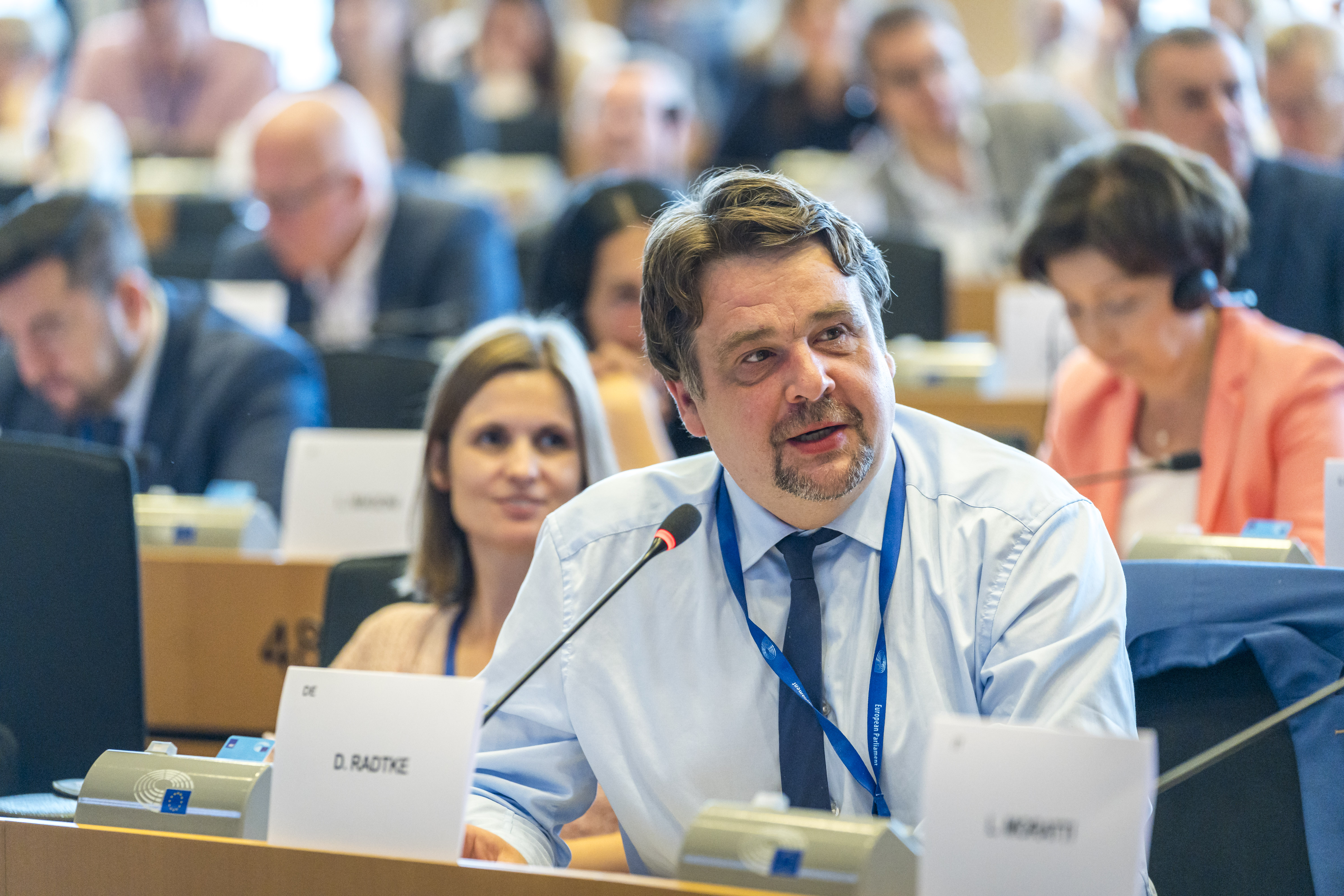
Radtke ist seit 2017 Mitglied des Europäischen Parlaments

Bis 2002 gehörte Radtke der SPD an. Er ist heute Mitglied der CDU und ihrer Vereinigung Christlich-Demokratische Arbeitnehmerschaft (CDA). Von 2007 bis 2014 war er Bundesvorsitzender der Jungen CDA Deutschlands. Seit 2007 ist er Mitglied im CDA-Bundesvorstand. Von 2013 bis 2019 war er 1. stellvertretender Landesvorsitzender der CDA NRW und von 2013 bis 2019 Bezirksvorsitzender der CDA Ruhrgebiet, des größten Regionalverbandes der CDA in Deutschland. Seit 2012 ist er Mitglied im Landesvorstand der Christlich-Demokratischen Union (CDU) Nordrhein-Westfalen. Von 2016 bis 2017 gehörte er dem Bundesfachausschusse „Arbeit und Soziales“ der CDU Deutschlands an. Seit 2016 ist er Mitglied des Bundesfachausschusses „Europa“ der CDU Deutschlands. Am 2. Februar 2019 wurde Radtke auf der 34. Landestagung der CDA Nordrhein-Westfalen in Bad Sassendorf zum Landesvorsitzenden gewählt. Er folgt Ralf Brauksiepe in diesem Amt. Am 18. Mai 2019 wurde Radtke auf der CDA-Bundestagung in Essen zum stellvertretenden Bundesvorsitzenden der CDA Deutschlands gewählt. Seit März 2023 ist er Vorsitzender der Europäischen Union Christlich-Demokratischer Arbeitnehmer.
Dennis Radtke war von 2008 bis 2020 Mitglied in der Verbandsversammlung des Regionalverbandes Ruhr (RVR), dem „Ruhrparlament“.
Seit dem 24. Juli 2017 gehört er dem Europäischen Parlament an. Durch den Wechsel von Herbert Reul als Innenminister in die nordrhein-westfälische Landesregierung rückte er über die CDU-Landesliste Nordrhein-Westfalen als Europaabgeordneter nach.
In der 8. Wahlperiode des Europäischen Parlaments (2014–2019) war er Mitglied der Ausschüsse für Beschäftigung und soziale Angelegenheiten (Mitglied) sowie Industrie, Forschung und Energie (stellvertretendes Mitglied) und Mitglied der Delegation für die Beziehungen zur koreanischen Halbinsel (Mitglied) sowie der Delegation für die Beziehungen zu den Vereinigten Staaten (stellvertretendes Mitglied). Darüber hinaus war Radtke Schattenberichterstatter seiner EVP-Fraktion für die Richtlinie über transparente und verlässliche Arbeitsbedingungen.
Bei den Europawahlen am 26. Mai 2019 wurde Radtke erneut über die CDU-Landesliste Nordrhein-Westfalen (Platz 5) in das Europäische Parlament gewählt. In der 9. Wahlperiode des Europäischen Parlaments (2019–2024) ist er Mitglied der Ausschüsse für Beschäftigung und soziale Angelegenheiten (Mitglied) sowie Industrie, Forschung und Energie (stellvertretendes Mitglied) und Mitglied der Delegation für die Beziehungen zur koreanischen Halbinsel (Mitglied) sowie der Delegation für die Beziehungen zu Japan (stellvertretendes Mitglied). Am 23. Juli 2019 wurde Radtke zum Koordinator seiner EVP-Fraktiom im Ausschuss für Beschäftigung und soziale Angelegenheiten (EMPL) gewählt.
Bei der Europawahl 2024 wurde Radtke erneut ins Europaparlament gewählt.
Auf der 40. CDA-Bundestagung am 14. September 2024 wurde Radtke mit 83 % der gültigen Stimmen als Nachfolger von Karl-Josef Laumann zum Bundesvorsitzenden der CDA gewählt.

## Positionen
In der Auseinandersetzung zwischen Armin Laschet (CDU) und Markus Söder (CSU) um die Kanzlerkandidatur der Union drohte Radtke als Landesvorstandsmitglied der CDU NRW und Laschet-Unterstützer am 17. April 2021 „mit der Gründung eines eigenen CDU-Landesverbandes in Bayern – für den Fall, dass der CSU-Landesvorsitzende Markus Söder an seiner Kandidatur festhalte.“ Dem ZDF-Hauptstadtstudio gegenüber äußerte Radtke: „Wenn Söder die Kanzlerkandidatur erzwingen will, wenn er die CDU zerstören will, dann darf die Gründung der CDU in Bayern kein Tabu mehr sein“.
Radtke setzt sich für einen europaweiten Mindestlohn ein, was ihm Widerspruch auch aus der eigenen Partei einbringt. Er sieht sich als „christlich-sozial“ und plädiert unter anderem dafür, das Bürgergeld „durch eine neue Form der Grundsicherung zu ersetzen“. „Das christliche Menschenbild“, so Radtke, „bedeutet nicht, dass der Staat Menschen langfristig bestmöglich alimentiert. Der Anspruch muss doch sein, dass wir für möglichst viele Menschen Teilhabe organisieren, sodass sie selbst für ihren Lebensunterhalt sorgen.“

## Mitgliedschaften
Dennis Radtke ist Mitglied der überparteilichen Europa-Union Deutschland, die sich für ein föderales Europa und den europäischen Einigungsprozess einsetzt.

## Privates
Radtke ist verheiratet und hat zwei Kinder.